# Plainville (Eure)
Plainville é uma comuna francesa na região administrativa da Normandia, no departamento de Eure. Estende-se por uma área de 6,33 km². Em 2010 a comuna tinha 205 habitantes (densidade: 32,4 hab./km²).